# Ksar Al Zaouiat
Ksar Al Zaouiat (en arabe : قصر الزاويات) est un village fortifié dans la province de Midelt, région de Draa-Tafilalet au Maroc .